# 吉江誠一
吉江 誠一（よしえ せいいち、1911年〈明治44年〉1月29日 - 2000年〈平成12年〉5月17日）は、日本の陸軍軍人及び陸上自衛官。第7代陸上幕僚長。陸軍士官学校（第43期）、陸軍大学校（第50期）卒業。

## 人物評
1923年（大正12年）、静岡県立静岡中学校に入学。府立一中（後の東京都立日比谷高等学校）にも合格していたが静岡中学を選んだことで、その年、秋に生じた関東大震災の直撃を免れた。1年次終了とともに東京陸軍幼年学校に転じ、陸軍予科士官学校を経て陸軍士官学校に入校。
前任の陸幕長の天野良英は陸士の同期で、陸大は天野の1年先輩。旧軍時代は陸軍省補任課で人事を担当。性格は温厚で几帳面。
2年間の陸幕長在任中、防衛庁長官には恵まれず、上林山栄吉は、統合幕僚会議議長と陸海空の三幕僚長を従えながら陸上自衛隊音楽隊を連ねてパレードという公私混同お国入り問題（黒い霧事件）を起こして早々に長官を辞任した。

## 略歴
- 1931年（昭和6年）
  - 7月：陸軍士官学校卒業（第43期）
  - 10月：陸軍少尉任官、近衛歩兵第3連隊付
- 1934年（昭和9年）3月：陸軍中尉
- 1935年（昭和10年）12月：陸軍大学校入校
- 1938年（昭和13年）5月：陸軍大学校卒業（第50期）
- 1939年（昭和14年）5月：第21軍参謀
- 1940年（昭和15年）
  - 2月：南支那方面軍参謀
  - 8月：参謀本部庶務課
  - 10月：閑院宮載仁親王付武官・元帥副官兼務
- 1941年（昭和16年）8月：陸軍少佐
- 1942年（昭和17年）11月：参謀本部総務課高級課員
- 1943年（昭和18年）5月：教育総監部第1課員
- 1944年（昭和19年）
  - 5月：陸軍省人事局補任課第1班長
  - 7月：参謀本部員兼務、大本営参謀
  - 8月：陸軍中佐
- 1945年（昭和20年）12月：復員
- 1952年（昭和27年）7月14日：警察予備隊に入隊（1等警察正）
- 1953年（昭和28年）8月20日：第一幕僚監部幕僚幹事
- 1954年（昭和29年）7月1日：陸上幕僚監部第1部副部長（1等陸佐）
- 1957年（昭和32年）3月28日：陸上幕僚監部幕僚幹事
- 1958年（昭和33年）
  - 5月2日：統合幕僚会議事務局第2幕僚室長に就任
  - 8月1日：陸将補に昇任
- 1960年（昭和35年）8月1日：北部方面総監部幕僚長に就任
- 1962年（昭和37年）8月1日：第13師団長に就任
- 1963年（昭和38年）7月1日：陸将に昇任
- 1964年（昭和39年）8月14日：統合幕僚会議事務局長兼統合幕僚学校長
- 1966年（昭和41年）4月30日：第7代 陸上幕僚長に就任
- 1968年（昭和43年）3月14日：退官
- 1981年（昭和56年）4月29日：勲二等瑞宝章受章
- 2000年（平成12年）5月17日：肺炎のため、東京都港区、虎の門病院で逝去（享年89）[3]

## 栄典
- 勲二等瑞宝章 - 1981年（昭和56年）4月29日[4]

## 親族
- 父：吉江石之助（陸軍中将）[5]
- 母：吉江たけ（陸軍中将・小野寺重太郎の妹）[5]
- 姉妹：澄子（陸軍軍人・小野操一郎の妻）[5]
- 姉妹：富美子（陸軍中将・村木竹雄の妻）[5][6]
- 叔母：花野（陸軍軍人・吉見隆治の妻）[5]